# 黃志鴻
黃鴻（1960年—），臺灣電視公司（台視）美術指導、漫畫家，創作漫畫時使用筆名黃瑟，曾在台視文化公司《電視周刊》連載單格漫畫。曾經在四屆電視金鐘獎得獎：1992年第27屆金鐘獎美術指導獎、1993年第28屆金鐘獎美術指導獎、1995年第30屆金鐘獎美術指導獎、1997年第32屆金鐘獎美術指導獎。

## 作品
美術指導
- 台視《阿匹婆入學》
- 台視《末代兒女情》
- 台視《碧海情天》
- 台視《末代皇孫》
- 台視《江湖再見》
- 台視《英雄少年》
- 台視《都市寓言系列》
- 台視《倚天屠龍記》
- 台視《新龍門客棧》
- 台視《布袋和尚》
- 台視《絕代雙驕》
- 台視《同居三合一》片頭設計兼美術指導
- 台視《吐司男之吻》
- 台視《我愛紅娘》
- 台視1988年慎芝逝世特別節目《群星頌：懷念慎芝專輯》
- 台視1995年鳳飛飛製作大年初三特別節目《鸞鳳和鳴》
- 中視《如來神掌》
- 民視《江山美人》（黃瑟名義）
- 愛奇藝《我的時代，你的時代》

漫畫集
- 《變色紅1》：大村文化1993年出版，ISBN 957-9356-36-X
- 《變色紅2》：大村文化1993年出版，ISBN 957-9356-37-8
- 《變色紅》：沛來出版社1999年9月出版，ISBN 957-97757-3-7
- 《廖添丁狂想曲》：沛來出版社1999年12月出版，ISBN 957-97757-4-5
- 《酷比龍電視秀》：沛來出版社2001年出版，ISBN 957-307-169-X